# Samuel Gridley and Julia Ward Howe House
Das Samuel Gridley and Julia Ward Howe House ist ein historisches Wohnhaus im Bostoner Stadtteil Beacon Hill im Bundesstaat Massachusetts der Vereinigten Staaten. Es wurde nach ihren Eigentümern Julia Ward Howe und Samuel Gridley Howe benannt, die dort drei Jahre lang lebten. 1974 wurde das Bauwerk als National Historic Landmark in das National Register of Historic Places (NRHP) eingetragen; bereits seit 1966 ist es Contributing Property des Beacon Hill Historic District.

## Architektur
Das vier Stockwerke hohe Haus mit Flachdach wurde 1804 im Stil der Georgianischen Architektur gestaltet und ist eines von drei Häusern, die 1804 bzw. 1805 von Hebsibah Swan für Baukosten von je 8.000 US-Dollar (heute ca. 190.000 Dollar) nebeneinander an der Bostoner Chestnut Street errichtet wurden. Sie werden nach ihrer Bauherrin auch „Swan Houses“ (deutsch Schwanenhäuser) genannt und waren jeweils ein Hochzeitsgeschenk an ihre drei Töchter. Im Haus Nummer 13, auf das sich der NRHP-Eintrag bezieht, lebte zwischenzeitlich auch John Singer Sargent. Nach langer Diskussion unter Fachleuten gilt heute als sicher, dass Charles Bulfinch die Gebäude entworfen hat.

## Historische Bedeutung
Als Samuel Gridley Howe im Jahr 1843 Julia Ward heiratete, hatte er sich bereits einen Namen als Philanthrop gemacht. Er trieb aktiv Reformen voran und war einer der ersten, der Blinde und Taubstumme unterrichtete. Trotzdem seine Frau erst 23 und damit 19 Jahre jünger als er war, spielte sie bald eine wichtige Rolle bei seinen Aktivitäten, unter anderem in den Kreisen der Bostoner Abolitionisten. Von 1863 bis 1866 lebten sie im Haus 13 Chestnut Street, nachdem Julia ihr Werk The Battle Hymn of the Republic veröffentlicht hatte. Ihr Mann war 44 Jahre lang Präsident der Perkins School for the Blind und wurde aufgrund seines vielfältigen Engagements unter anderem als ein „später Benjamin Rush“ bezeichnet. Nach seinem Tod im Jahr 1876 führte seine Witwe sein Werk mehr als 35 Jahre lang fort und wurde zur Vorreiterin für Frauenrechte in den Vereinigten Staaten.